# Martin Höper
Karl Martin Höper, född den 14 augusti 1978, är en svensk musiker och musikproducent.

## Biografi
Martin Höper gick grundskola i Kalmar och sedan musikgymnasium på Katedralskolan i Växjö. Han läste sedan vidare på Fridhems folkhögskola i Svalöv. Senare har han också studerat vid Kungliga Musikhögskolan.

## Musik
Martin Höper började spela elbas i olika rockgrupper men har efter musikaliska utbildningar främst spelat kontrabas i olika jazzkonstellationer. Han har bland annat spelat med Rigmor Gustafsson, Gustav Lundgren, Last Days of April och Koop. Tillsammans med Carl Bagge (klaviatur) och Adam Ross (trummor) har han uppträtt under namnen Martin Höper Trio och Martin Höper Quartet.

## Film
Martin Höper har också medverkat i flera filmer, som musiker, musikproducent och statist.

## Diskografi
Urval av album Martin Höper medverkat på.
- 2001 – Waltz for Koop, Koop[6]
- 2003 – Ascend to the Stars, Last Days of April[7]
- 2004 – That's Amore, Sofia Pettersson[8]
- 2004 – First Impression, Gustav Lundgren[9]
- 2005 – Snö, Eva Dahlgren[10]
- 2006 – On My Way to You, Rigmor Gustafsson[11]
- 2006 – Vocation, Vocation[12]
- 2006 – Young And Foolish, Mathias Algotsson Trio[13]
- 2007 – Siberia, Krantz[14]
- 2007 – Stockholm Jazz Beat Project, Stockholm Jazz Beat Project[15]
- 2009 – My Move, Christina Gustafsson[16]
- 2011 – Livet, Kärleken Och Döden - La Vie, L’Amour, La Mort, Peter Jöback[17]
- 2012 – The Bride, Martin Höper[18]
- 2015 – The Grand Dance, Petter Bergander Trio[19]
- 2015 – In A Barn, Andreas Hourdakis Trio[20]
- 2020 – Sånger för fred, Samling för fred[2]
- 2022 – Visitor, Carl Bagge[21][22]
- 2024 – Report To Keftiu, Andreas Hourdakis[23]

## Filmografi
Urval av filmer Martin Höper medverkat i.
- 2013 – Monica Z (basspelare i Dompans Orkester)[5][24]
- 2013 – Mördaren ljuger inte ensam (musiker)[5]
- 2016 – Upp i det blå (musiker)[25]
- 2018 – Ted – För kärlekens skull (musikproducent)[5]